# Youngsville (Louisiana)
Youngsville és una població dels Estats Units a l'estat de Louisiana. Segons el cens del 2000 tenia 3.992 habitants.

## Demografia
Segons el cens del 2000, Youngsville tenia 3.992 habitants, 1.386 habitatges, i 1.089 famílies. La densitat de població era de 230,7 habitants/km².
Dels 1.386 habitatges en un 47,8% hi vivien nens de menys de 18 anys, en un 63,4% hi vivien parelles casades, en un 11% dones solteres, i en un 21,4% no eren unitats familiars. En el 16,5% dels habitatges hi vivien persones soles el 4,3% de les quals corresponia a persones de 65 anys o més que vivien soles. El nombre mitjà de persones vivint en cada habitatge era de 2,88 i el nombre mitjà de persones que vivien en cada família era de 3,24.
Per edats la població es repartia de la següent manera: un 32,1% tenia menys de 18 anys, un 7,7% entre 18 i 24, un 37,3% entre 25 i 44, un 16,6% de 45 a 60 i un 6,2% 65 anys o més.
L'edat mediana era de 32 anys. Per cada 100 dones de 18 o més anys hi havia 96,6 homes.
La renda mediana per habitatge era de 47.303 $ i la renda mediana per família de 55.689 $. Els homes tenien una renda mediana de 41.700 $ mentre que les dones 30.710 $. La renda per capita de la població era de 20.480 $. Entorn del 10,5% de les famílies i el 12,2% de la població estaven per davall del llindar de pobresa.

## Poblacions més properes
El següent diagrama mostra les poblacions més properes.